# Johannes Schroers
 Johannes (Hans) Schroers  (* 7. Januar 1885 in Langenberg (Rheinland) bei Mettmann; † 18. Juni 1960 in Bremen) war ein deutscher Politiker (DVP, NSDAP, FDP), Polizeioffizier und 1945 für 4 Tage Regierender Bürgermeister in Bremen.

## Biografie

### Ausbildung und Beruf
Schroers war der Sohn eines Postmeisters und Rechnungsrats. Er absolvierte das Gymnasium und wurde für den Polizeidienst ausgebildet. 1910 wurde er Polizeikommissar bei der Gewerbepolizei. Im Ersten Weltkrieg diente er als Reserveoffizier auf dem Balkan. Nach dem Krieg wirkte er in verschiedenen Polizeistellen. Von 1919 bis 1922 war er Mitglied der Deutschen Volkspartei. 1922 wurde er Hauptmann der Schutzpolizei und 1928 Major der Polizei. Er lehrte bis 1933 an der Polizeischule in Münster.
1932 trat er der Nationalsozialistischen Deutschen Arbeiterpartei bei (Mitgliedsnummer 1.265.379). 1933 konnte er zum Kommandeur der Schutzpolizei in verschiedenen westfälischen Städten aufsteigen und war dann 1934 in Potsdam und Berlin tätig. Am 14. Dezember 1935 wurde er auf fünf Jahre zum ehrenamtlichen Mitglied des Volksgerichtshofes ernannt; ein Amt, das später nochmals verlängert werden sollte. 1936 erfolgte seine Beförderung zum Oberst der Polizei. Ab 1937 wirkte er als Kommandeur der Schutzpolizei in Köln. 1938 nahm er am „Einmarsch nach Österreich“ teil.

### Zeit in Bremen
Im Mai 1938 wurde er Kommandeur der Schutzpolizei in Bremen. 1940 wurde er stellvertretender Polizeipräsident und 1941 kommissarischer Polizeipräsident in Bremen als Nachfolger von Curt Ludwig. Seine Beförderung zum Generalmajor der Polizei und der kraft Gesetzes automatischen Beförderung zum SS-Brigadeführer erfolgte 1942 (SS-Nummer 323.766). Im April 1945 gelang ihm gemeinsam mit Bremer Persönlichkeiten erfolgreich die kampflose Übergabe von Bremen an die britischen Truppen. Am 26. April 1945 wurde er von den Briten zum Regierenden Bürgermeister ernannt, aber schon am 30. April 1945 von den Kanadiern wieder abgesetzt; „allerdings behielt er sein Amt nur für vier Tage, da zwischenzeitlich seine Zugehörigkeit zur SS bekannt geworden war.“ Er wurde verhaftet und blieb bis 1949 im Lager Fallingbostel interniert. Er wohnte ab 1951 wieder in Bremen und war in der FDP in Bremen politisch aktiv.

### Familie
Schroers war verheiratet; sein Sohn ist der Schriftsteller Rolf Schroers.